# Кирово (Жлобинский район)
Ки́рово (бел. Кірава), до 20 апреля 1939 года Свято́е (бел. Святое) — агрогородок в Жлобинском районе Гомельской области Беларуси. Административный центр Кировского сельсовета.

## География
В 29 км на восток от Жлобина, 19 км от железнодорожной станции Салтановка (на линии Жлобин — Гомель), 80 км от Гомеля.

## Гидрография
На реке Ржача (приток реки Ржавка). Возле южной окраины деревни начинается река Окра.

## Транспортная сеть
Транспортные связи по просёлочной, а затем автомобильной дороге Жлобин — Гомель. Основные улицы, близкие к меридиональной ориентации, расположены на востоке и западе от озера Святое. На севере к ним присоединяется длинная улица, ориентированная с юго-запада на северо-восток. Застройка двусторонняя, преимущественно деревянная, усадебного типа.

## История
По письменным источникам известна с XVIII века. После 1-го раздела Речи Посполитой (1772 год) село Святое в составе Российской империи, после административных преобразований в Городецкой волости Рогачёвского уезда Могилёвской губернии. Владение Игнатия Казимировича Халецкого, в 1777 году — 271 крестьянин, 5 евреев.
В начале XIX века в состав поместья Святое входили фольварк и 2 деревни, во владении помещицы К. Хадкевичевой.
В 1815 году построена деревянная Рождества-Богородицкая церковь (перестроена в 1864 году), в которой хранились метрические книги с 1796 года.
В 1869 году село Святое у штабс-капитана Александра Ивановича Жуковского и его жены Клотильды (урожденная Цехановецкая) купил Вильгельм Яковлевич Рихерт (1825—1892), лютеранского вероисповедания. Около озера он построил усадьбу, посадил сад. В 1882 году в имениях Святое и Боргов помещику принадлежало 4680 десятин земли и дегтярный завод. После смерти Вильгельма имение по наследству перешло к сыну Петру Вильгельмовичу Рихерту (1865—1904).
В 1886 году в деревне находились церковь, ветряная мельница, водяная мельница. Действовала школа, в которой в 1889 году обучались 28, в 1907 году 65 мальчиков и девочек. С 1911 года при школе находилась библиотека.
В ходе программы коллективизации сельского хозяйства в 1929 году организован колхоз Я. М. Свердлова. 9 жителей погибли во время советско-финской войны 1939-40 годов. Во время Великой Отечественной войны в оборонительных боях в августе 1941 года в деревне некоторое время находился командный пункт 63-го стрелкового корпуса Красной Армии. Оккупанты сожгли 108 дворов и убили 5 жителей. В декабре 1943 года в деревне размещался полевой госпиталь советских войск. 218 жителей погибли на фронте.
В деревню в 1967 году переселились жители посёлка Ленинский. Центр колхоза имени Я. М. Свердлова.
В 1986 году построено 200 кирпичных домов коттеджного типа, в которых были размещены переселенцы из загрязнённых радиацией мест в результате катастрофы на Чернобыльской АЭС. Одна из новых улиц носит название Погонянская от названия деревни Погонное Хойникского района, часть жителей которой переселились в эти места.
Средняя школа (новое кирпичное здание построено в 1990 году), библиотека, отделение связи, больница, детские ясли-сад, Дом культуры.
В состав Кировского сельсовета до 1967 года входил (в настоящее время не существующий) посёлок Ленинский.

## Население
- 1777 год — 271 крестьян, 5 евреев
- 1886 год — 93 двора, 660 жителей
- 1940 год — 535 дворов, 2675 жителей
- 2004 год — 374 хозяйства, 2010 жителей
- 2016 год — 753 хозяйства, 2687 жителей
- 2019 год — 374 хозяйства, 993 жителя[3]

## Культура
- Дом культуры
- Краеведческий музей «Память» ГУО «Кировская средняя школа Жлобинского района»

## Достопримечательность
- Братская могила советских воинов и партизан
- Храм Покрова Пресвятой Богородицы

## Известные лица
- М. Г. Козлов — Герой Социалистического Труда.
- Руденко, Николай Васильевич — Герой Социалистического Труда, заслуженный механизатор Беларуси.[4]
- Самусенко, Александра Григорьевна — советский офицер связи, капитан.
- Ковалёв, Николай Кузьмич — подполковник Рабоче-крестьянской Красной Армии, участник Великой Отечественной войны, Герой Советского Союза (1945).